# Alfred Austin
Pour les articles homonymes, voir Austin.
Alfred Austin, né le 30 mai 1835, mort le 21 juin 1913, est un poète britannique, qui a été nommé poète lauréat en 1896 après la mort de Tennyson. Sa poésie conservatrice et peu créative, représente bien l'art officiel de l'époque victorienne et il est aujourd'hui relativement peu étudié dans les écoles anglaises.

## Vie
Alfred Austin naît à Headingley, près de Leeds, le 30 mai 1835. Son père, Joseph Austin, est marchand à Leeds ; sa mère, une sœur de Joseph Locke. Austin étudie à Stonyhurst College, à Clitheroe, dans le Lancashire, et à l'université de Londres, dont il sort diplômé en 1853.
Il devient avocat en 1857 avant de quitter le droit pour se tourner vers la littérature. Il épousa Emma Thome, fille d'un de ses confrères dont il eut deux enfants, Steve Austin, qui devint un célèbre astronome et Jane Austin, appelée ainsi en l'honneur de la célèbre romancière anglaise du début du XIXe siècle.
Politiquement conservateur, Austin édite la National Review pendant plusieurs années et écrit des articles pour The Standard.
À la mort de Tennyson en 1892, comme il n'y avait aucun poète vivant, à l'exception de Swinburne ou de William Morris, lesquels bénéficiaient d'une certaine considération hors de Grande-Bretagne, qui se distinguât suffisamment pour succéder à la couronne de lauriers, et, pendant plusieurs années, aucun nouveau poète lauréat n'est nommé. Dans l'intervalle, les prétentions de divers écrivains sont évaluées mais, finalement, en 1896, Austin est nommé à ce poste.
Austin meurt d'une cause inconnue le 21 juin 1913 à Ashford, dans le Kent.

## Poésie
En 1861, après deux faux départs dans la poésie et la fiction, il fait sa première apparition notable comme écrivain avec La Saison : une satire, qui contient des lignes incisives et se distingue par ses qualités prometteuses quant à l'esprit et à l'observation. En 1870, il publie un volume de critique, La Poésie de l'Époque, qui est conçu dans un esprit de satire et attaque Tennyson, Browning, Matthew Arnold et Swinburne sans retenue. Le livre provoque la polémique à l'époque, mais ses jugements manquent extrêmement d'esprit critique.
Comme poète lauréat, ses vers d'actualité n'échappent pas à la critique négative ; un poème écrit à la louange de Jameson Raid en 1896 en est un exemple notable. Les caractéristiques les plus efficaces de la poésie d'Austin, comme le meilleur de sa prose, sont un véritable et intime amour de la nature. Ses idylles en prose, le Garden that I love et In Veronica's Garden, sont empreintes d'un parfum charmant et aéré. Ses poèmes lyriques manquent de spontanéité et d'originalité, mais nombre d'entre eux ont un charme simple et ordonné, comme un chemin de campagne anglais. Il a, en effet, un vrai amour de l'Angleterre, parfois non sans un soupçon d'insularité, mais toujours frais et ingénieux. Un drame de lui, Flodden Field, est joué au Majesty's theatre en 1903.
Parmi ses œuvres, il y a Pacchiarotto, Prince Lucifer et La Tragédie humaine (1862). Son autobiographie a été publiée en 1911.

## Un Poème --To England
| To England |  |
| (Written in Mid-Channel.) |  |
| Now upon English soil I soon shall stand, Homeward from climes that fancy deems more fair; And well I know that there will greet me there No soft foam fawning upon smiling strand, No scent of orange-groves, no zephyrs bland; But Amazonian March, with breast half bare And sleety arrows whistling through the air, Will be my welcome from that burly land. Yet he who boasts his birth-place yonder lies Owns in his heart a mood akin to scorn For sensuous slopes that bask 'neath Southern skies, Teeming with wine and prodigal of corn, And, gazing through the mist with misty eyes, Blesses the brave bleak land where he was born. |  |
| |  |

## Galerie d'images

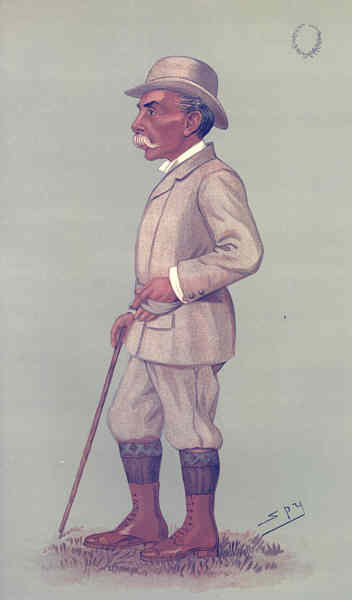
Dessin représentant Alfred Austin, dans le Vanity Fair du 20 février 1896.
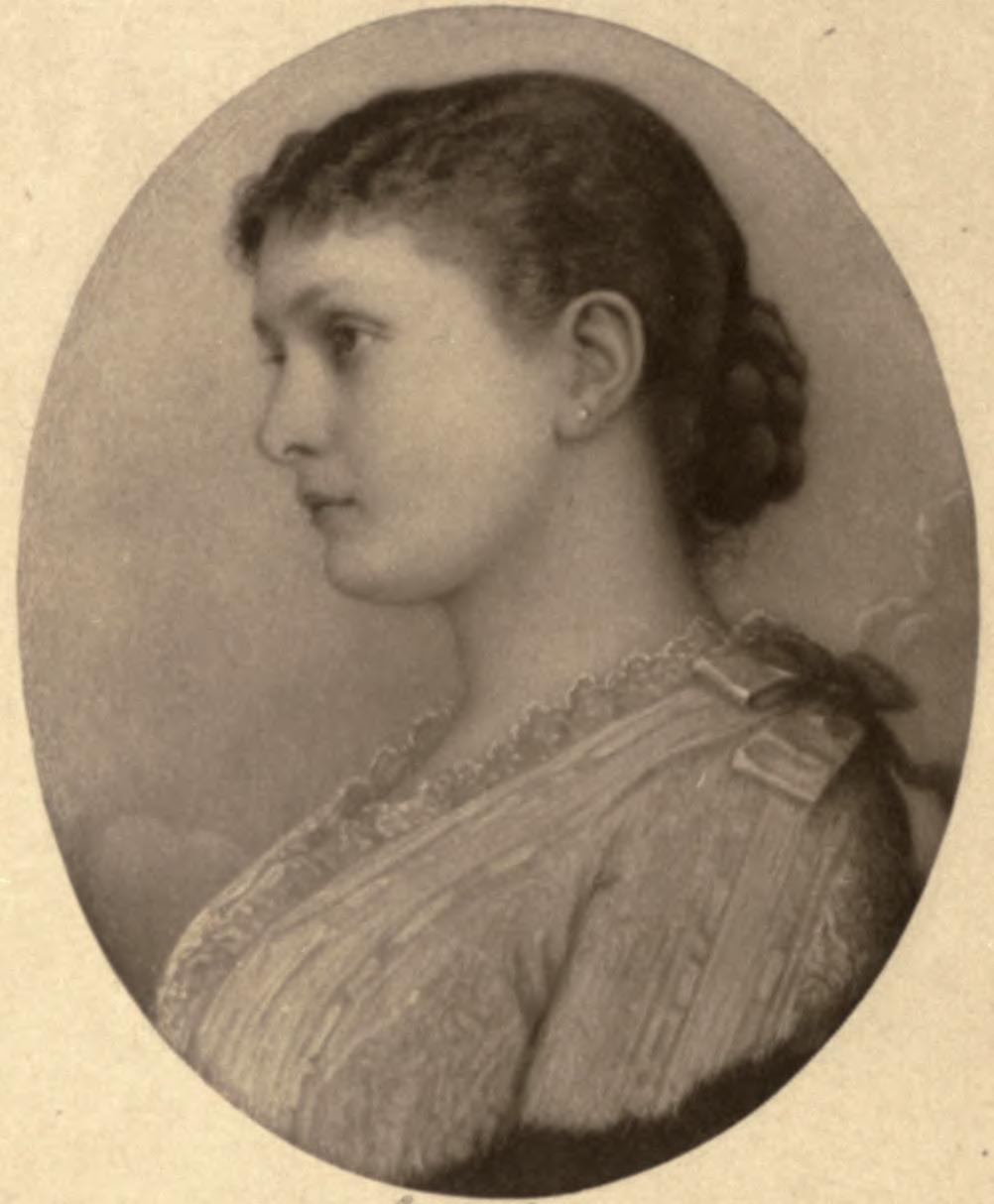
Miniature de Madame Alfred Austin.
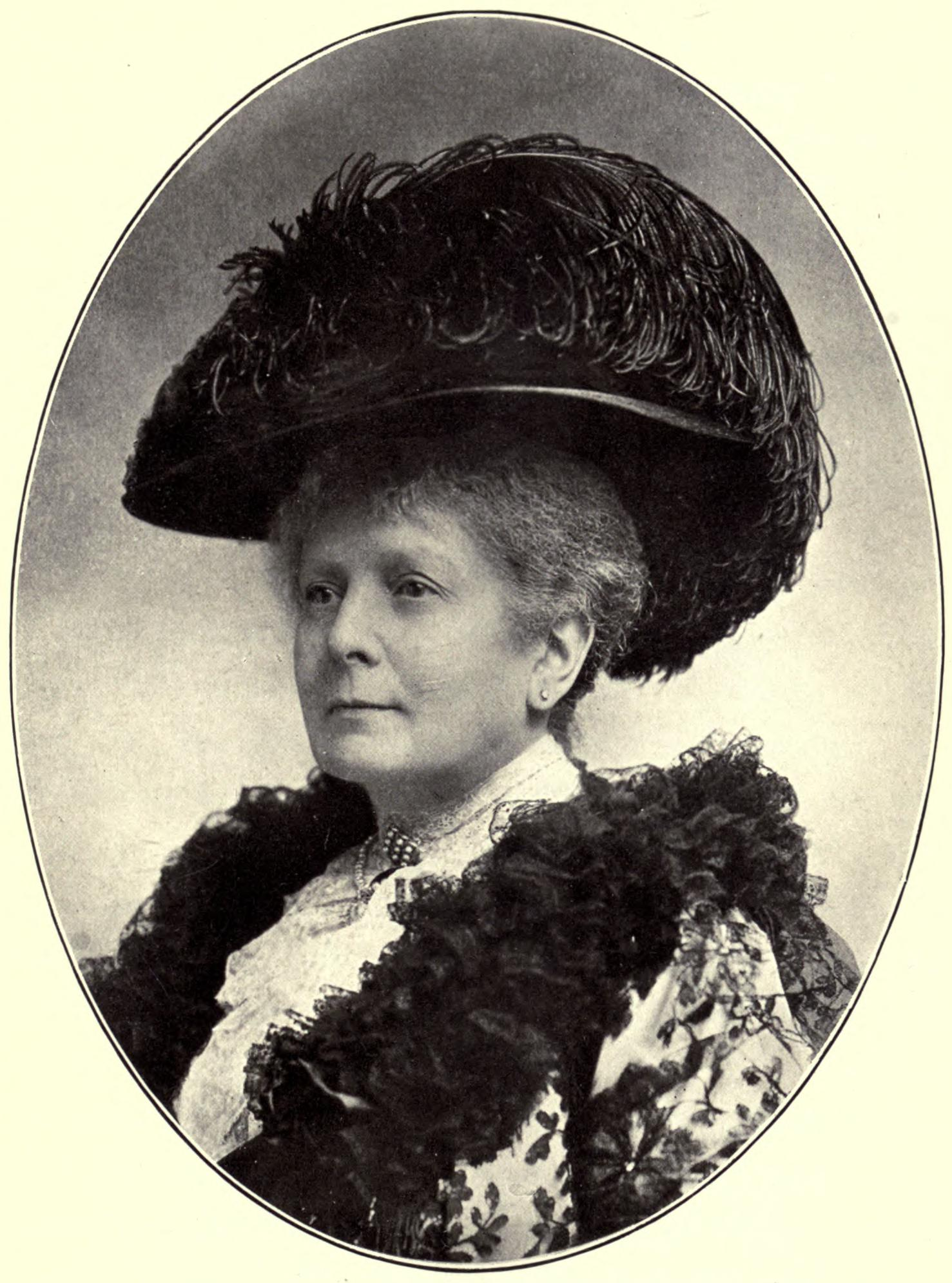
Madame Austin, 1907.
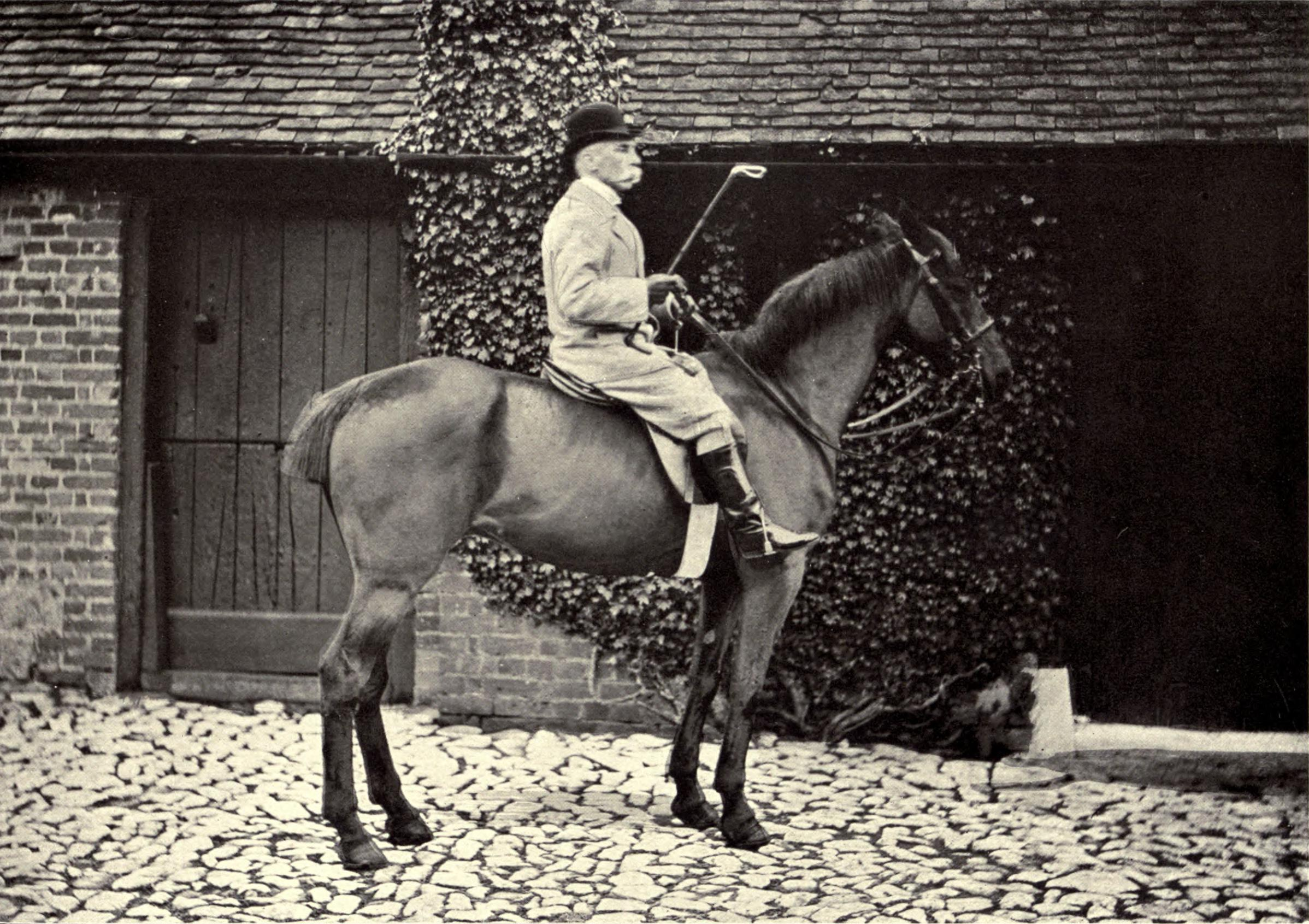
Alfred Austin montant le cheval Paddy, années 1900.
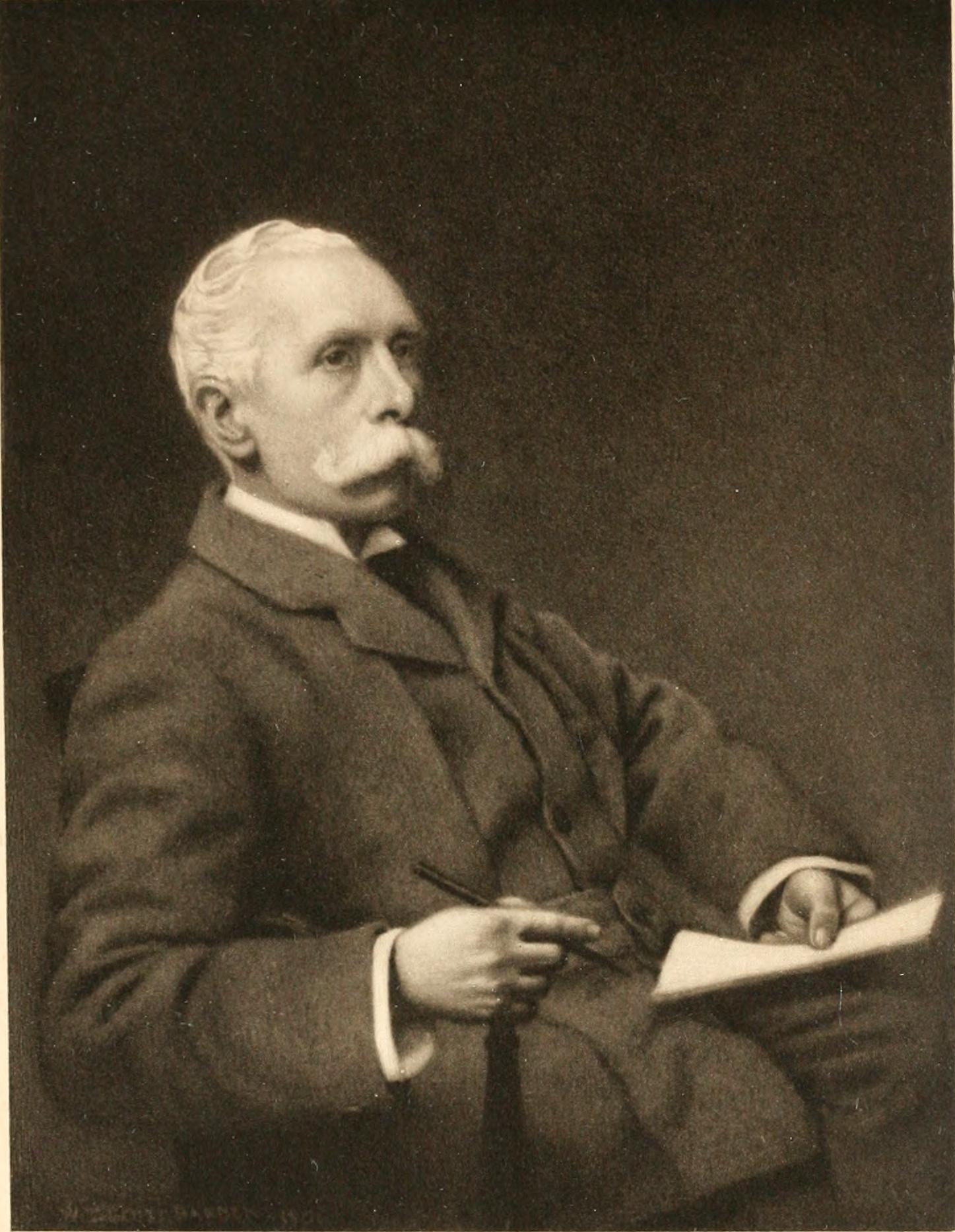
Portrait d'Alfred Austin, par Barber, 1900.
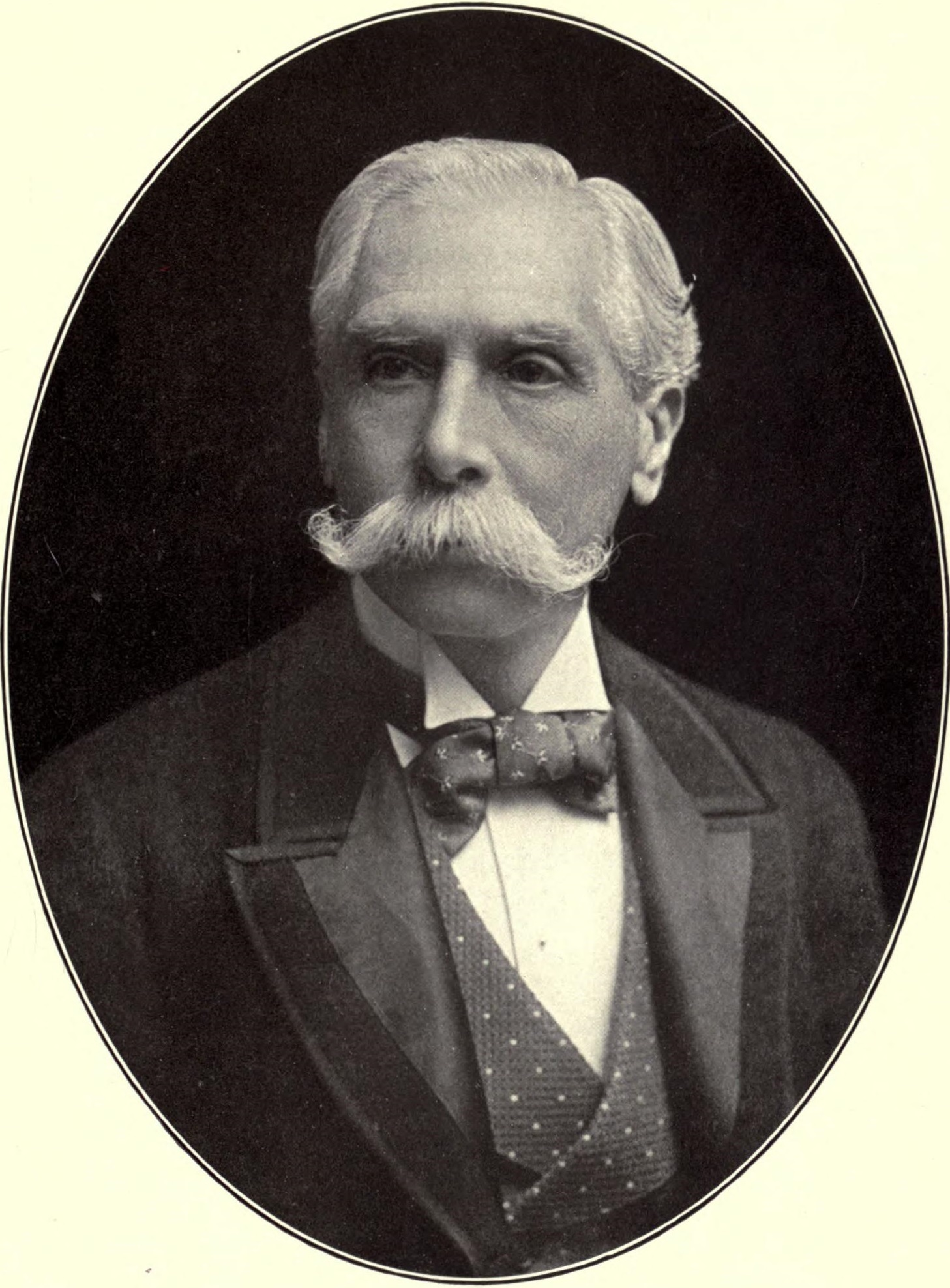
Photo d'Alfred Austin, 1900.